# Lazăr Pârv
Lazăr Pîrv (n. 1885, Ciopeia, județul Hunedoara – d. 1954, Ciopeia, județul Hunedoara) a fost un deputat în Marea Adunare Națională de la Alba Iulia , organismul legislativ reprezentativ al „tuturor românilor din Transilvania, Banat și Țara Ungurească”, cel care a adoptat hotărârea privind Unirea Transilvaniei cu România, la 1 decembrie 1918 :p. 217.

## Biografie
A fost plugar, iar în timpul Primului Război Mondial a fost mobilizat și trimis pe front :p. 217.

## Activitatea politică
Ca deputat în Adunarea Națională din 1 decembrie 1918, Lazăr Pârv a fost delegat al Cercului electoral Hațeg :p. 217.